# Panuwat Meenapa
Panuwat Meenapa (thailändisch ภาณุวัฒน์ มีนาภา, * 26. Dezember 1991) ist ein thailändischer Fußballspieler.

## Karriere
Von 2014 bis 2017 spielte Panuwat Meenapa in Sattahip beim damaligen Zweitligisten Navy FC. Wo er vor 2014 gespielt hat, ist unbekannt. 2014 wurde er mit dem Club Tabellendritter und stieg somit in die Erste Liga, der Thai Premier League,  auf. Mitte 2017 wechselte er in die Dritte Liga, der Thai League 3 und schloss sich Phrae United FC aus Phrae an. Der Verein spielte in der Upper Region. Hier spielte er bis Mitte 2018. Von Mitte 2018 bis Ende 2018 war er vereinslos. Sein ehemaliger Verein Navy FC nahm ihn ab 2019 wieder unter Vertrag. 2019 erreichte der Club einen 16. Tabellenplatz. Absteigen musste der Club nicht, da Army United und Thai Honda FC sich aus der Liga zurückzogen und Ubon United die Lizenz verweigert wurde.  Am Ende der Saison 2021/22 musste er mit der Navy als Tabellenletzter in die dritte Liga absteigen. Nach insgesamt 80 Ligaspielen für die Navy wechselte er im Sommer 2023 zum ebenfalls in Sattahip beheimateten Drittligisten Air and Coastal Defence Command FC. Mit dem Klub spielt er in der Eastern Region der Liga.